# Robin Bartlett
Robin Bartlett est une actrice américaine née le 22 avril 1951 à New York.

## Filmographie partielle

### Cinéma
- 1980 : La Porte du paradis (Heaven's Gate)
- 1982 : Le Choix de Sophie
- 1987 : Baby Boom
- 1987 : Éclair de lune
- 1989 : Lean on Me
- 1989 : À demain, mon amour
- 1989 : Crimes et Délits
- 1990 : Bons baisers d'Hollywood
- 1990 : Alice
- 1991 : Espion junior
- 1991 : À propos d'Henry
- 1991 : Trahie (Deceived) de Damian Harris
- 1995 : Esprits rebelles
- 1997 : Chérie, nous avons été rétrécis
- 1998 : La Cité des anges
- 2005 : The Dying Gaul
- 2010 : Shutter Island
- 2013 : Inside Llewyn Davis
- 2014 : H. (en)
- 2015 : Chronic
- 2022 : The Fabelmans de Steven Spielberg : Tina Schildkraut
- 2023 : Last Stop : Yuma County (The Last Stop in Yuma County) de Francis Galluppi : Earline
- 2024 : Shelby Oaks de Chris Stuckmann

### Télévision
- 1993 : 12 h 01, prisonnier du temps
- 1994-1999 : Dingue de toi
- 2000-2004 : Amy
- 2003-2004 : Dragnet
- 2005 : The Closer : L.A. enquêtes prioritaires :  Leah Rainey (Saison 1 épisode 5)
- 2012-2013 : American Horror Story

### Podcast
- 2020 : The Left Right Game : Bonnie

## Distinctions

### Nominations
- Saturn Award :
  - Nommée au Saturn Award de la meilleure actrice dans un second rôle 1982 (Espion junior)
- Screen Actors Guild Award :
  - Nommée au Screen Actors Guild Award de la meilleure distribution pour une série télévisée comique 1998 (Dingue de toi)